# Lia Salvo
 (novembre 2020).
Pour les articles homonymes, voir Salvo (homonymie).
Lia Salvo, est une joueuse de polo argentine. Elle est la première femme à disputer un tournoi prestigieux, dans une équipe composée des meilleurs joueurs du monde.